# 트리스켈리온

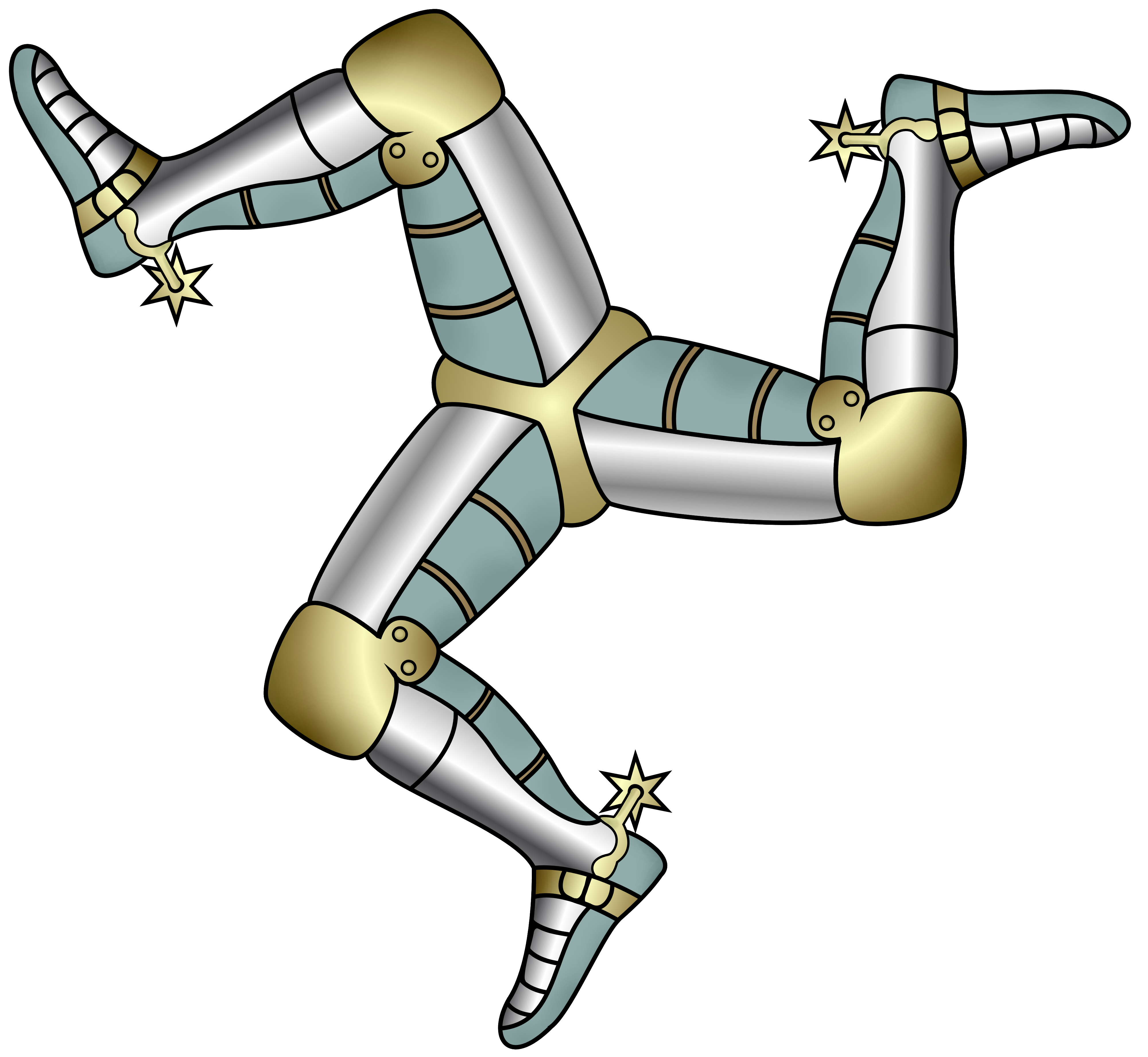
맨섬의 국가 문장인 '맨섬의 세 다리' 트리스켈리온

트리스켈리온(고대 그리스어: τρισκέλιον)은 세 개의 굽은 사람 다리나 나선이 회전대칭 형태로 뻗어 있는 문양을 말한다. 양시칠리아 왕국의 표식이었으며, 현재 시칠리아의 상징이기도 하다.

## 기원

켈트 족의 트리스켈리온

트리스켈리온 문양은 미케네 문명의 그릇, 리키아의 동전, 팜필리아의 금화, 그리고 피시디아와 같은 많은 고대 문명에서 나타난다. 이것은 그리스 도기에 새겨진 전사의 방패 위의 문양으로 나타난다. 네개 다리가 합쳐진 심벌인 테트라스켈리온 또한 아나톨리아에서 알려져 있다. 트리스켈리온의 켈트 계 기원을 이론화한 사람에 의해, 갈라티아를 침공하고 그곳에 정착한 갈리아 족으로 전형적으로 대변되는 아나톨리아에서의 켈트 계의 영향이 지적되고 있다.

## 맨섬의 트리스켈리온
아일랜드해에 있는 맨섬의 문장에는 방패에 세 다리를 구부린 트리스켈리온이 "황금박차로 장식되어" 방패의 문장으로 새겨져 있다.
맨섬의 지폐에는, 트리스켈리온이 가장자리에 Quocunque Jeceris Stabit("어디에 던지든, 선다.")이라는 라틴어 표현과 함께 들어가 있다. 맨섬의 트리스켈리온은 최소 13세기에서 14세기까지에 거슬러 올라가는 기록에 기록되어 있고, 맨 어 tre cassyn("세 다리")로 알려져 있기도 하다. 이 심벌은 1226년에 Sudreys(남 헤브리디즈 및 맨섬)의 왕이 되었던 Olaf Godredson에게 속하는 것으로 추정되는 맨섬의 옛 보검에도 새겨져 있다.

## 시칠리아의 트리스켈리온

시칠리아의 상징

시칠리아의 고대 심벌로 익숙한 이 트리스켈리온은 아가토클레스의 동전(기원전 317-289년)과 같은 시라쿠사의 그리스 동전들에도 나타난다. 시칠리아의 역사에 언급된 첫 거주민들은 시카노이 부족과 시켈로이 부족으로, 지금의 시칠리아의 이름으로 익숙하다. 트리스켈리온은 나폴레옹 시대의 새 왕국인 양시칠리아 왕국의 신고전적이고, 비부르봉적인 엠블렘으로서 조아생 뮈라 장군에 의해 1808년 되살아났다.
이 심벌은 시칠리아가 마그나 그라이키아, 즉 애게 해를 넘어서는 그리스 식민지의 일부였을 때로 거슬러 올라간다. 가이우스 플리니우스 세쿤두스는 시칠리아의 트리스켈리온의 기원을 섬의 세모꼴 모양과, 각각 다른 방향을 가리키는, 서로 같은 거리의 세 곶 펠로루스, 파키누스, 릴리바이움으로 이루어져 있었던 옛 트리나크리아로 보았다.

## 같이 보기
- 맨섬
- 삼각대